# Сопротивление в Бухенвальде

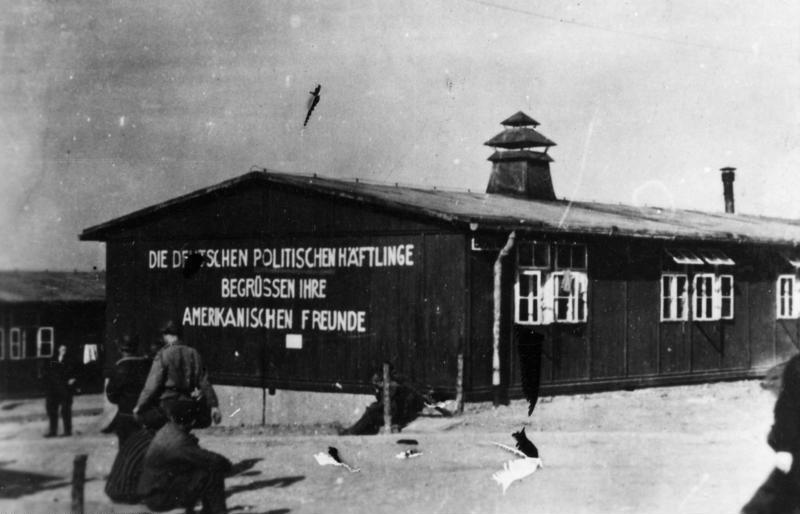
Бухенвальд во время освобождения, надпись на бараке гласит: «Немецкие политзаключённые рады приветствовать своих американских друзей»

Сопротивление в Бухенвальде — сопротивление нацистам узников концентрационного лагеря Бухенвальд в годы Второй Мировой войны.

## Формы сопротивления

### Использование административных постов
С 1939 года политические заключённые Бухенвальда стали иногда занимать административные и хозяйственные посты в лагере и становиться капо, хотя при замещении этих должностей нацисты всё равно продолжали отдавать предпочтение уголовникам. Полученное ограниченное влияние, которое с годами увеличилось, позволило Сопротивлению в некоторых случаях спасать людей и облегчать участь заключённых, регулировать производство принудительных работ и даже осуществлять акты саботажа (например, на заводе по производству ракет V-2). Деятельность капо-коммунистов была особо опасной, так как разоблачение подрывной деятельности грозило им смертью. В послевоенной историографии поднимался вопрос о том, насколько близко сотрудничали с администрацией и как относились к другим заключённым те, кто согласился занять лагерные посты.

### Сохранение жизней заключённых
Заключённые-подпольщики нередко прятали от немцев своих товарищей, которым грозила казнь, объявляя об их смерти и скрывая от глаз администрации или даже создавая для них ложную идентичность, используя личности реально умерших заключённых.

### Спасение детей
Детям, попавшим в концентрационный лагерь, грозила немедленная смерть, так как они не могли работать. Но некоторых детей и подростков, в общей сложности их было несколько сотен, всё же спасали — заключённые прятали их от администрации или убеждали немцев делать исключения из правил (так, некоторое количество польских мальчиков обучалось на помощников каменщика по предложению заключённого каменщика и немецкого антифашиста по имени Роберт Зиверт (Robert Siewert). Самым юным из таких исключений и самым юным известным пережившим Холокост в лагерях ребёнком стал четырёхлетний еврейский мальчик Джозеф Шлейфштайн, которого отец сначала прятал от охраны, а затем пощадили и сделали своеобразным маскотом, скрываемым от проверок, уже сами охранники. Среди спасённых в Бухенвальде детей были двое, которые впоследствии стали Нобелевскими лауреатами — Эли Визель и Имре Кертес. О послевоенных судьбах детей Бухенвальда снят фильм The Boys of Buchenvald.

### Саботаж на производстве
Подпольщикам удалось внедриться в особо охраняемый подлагерь Дора-Миттельбау, где в выкапываемых силами узников тоннелях производились ракеты Фау-1 и Фау-2, которыми нацисты несколько лет обстреливали территорию Великобритании (и затем короткое время нескольких других стран). Стараниями антифашистов-саботажников, производство ракет удалось значительно замедлить.

### Подготовка вооружённого выступления
С 1942 по 1945 год узникам удалось сконцентрировать у себя и спрятать 91 винтовку, один пулемёт а также более сотни ручных гранат, которые затем были использованы в ходе восстания. Также у них была маленькая радиостанция, которая позволила попросить помощи у приближающихся американцев и получить ответ (после чего заключённые и атаковали вышки охраны), когда СС начали эвакуацию маршей смерти.

## Состав подпольщиков и подпольные организации
Сопротивление было интернациональным, так как в Бухенвальде содержались заключённые из множества стран Европы от евреев Польши до немецких антифашистов включительно. Подпольщиками были христиане и иудеи, коммунисты, социал-демократы и сторонники других политических платформ. Существовало несколько подпольных политических организаций антифашистов, в том числе:
- Бухенвальдский комитет народного фронта (Buchenwald Popular Front Committee)
- Международный Бухенвальдский Комитет (International Buchenwald Committee; основатель — коммунист Вальтер Бартель, организация существует по сей день).
- Комитет русского объединенного подпольного военно-политического центра (ОППЦ).

Подпольщиками было создано 188 боевых групп: 56 советских, 23 немецких, 22 французских, 16 югославских, 14 польских, 9 испанских, 8 бельгийских, 5 итальянских, 5 австрийских и 7 интернациональных, остальные — в отдельных филиалах лагеря. Подпольщиками было собрано и изготовлено оружие: 1 ручной пулемёт, 97 карабинов и винтовок, 100 пистолетов, 107 самодельных гранат и 16 промышленного производства, 600 единиц холодного оружия, свыше 1000 факелов.

## Восстание заключённых и освобождение лагеря
4 апреля 1945 года 89-я пехотная дивизия американцев освободила подлагерь Ордруф, ставшим первым из освобождённых США нацистских лагерей. Начиная с 6 апреля эсэсовцы стали принуждать заключённых остальной части Бухенвальда к эвакуации, используя марши смерти. Тысячи заключённых покинули лагерь.
Не желая эвакуации, означавшей часто верную смерть, подпольщики из числа узников решили связаться с наступающими американскими войсками с помощью небольшой радиостанции, которую они скрывали в кинозале. Это удалось сделать поляку Гвидону Дамазину (Gwidon Damazyn) и русскому Константину Леонову 8 апреля. Они на трёх языках передали радиограмму, составленную предположительно Вальтером Бартелем и Гарри Куном (Harry Kuhn), лидерами Сопротивления в лагере. По-английски она гласила:
To the Allies. To the army of General Patton. This is the Buchenwald concentration camp. SOS. We request help. They want to evacuate us. The SS wants to destroy us.
Ответ пришел через несколько минут после очередной передачи:
KZ Bu. Hold out. Rushing to your aid. Staff of Third Army.
После того, как новости распространились по лагерю, подпольный Интернациональный комитет и Военный комитет начали вооружённое восстание. Созданные заранее 188 боевых групп (свыше 1000 активных бойцов, к которым присоединились многие другие узники, не бывшие членами подполья) атаковали вышки и помещения охраны, частично перебив оставшихся ещё внутри охранников и захватив живыми 125 человек из их числа. Лагерь полностью перешёл под контроль восставших, которые организовали круговую оборону на случай появления немецких войск.
Американские разведчасти прибыли в уже занятый восставшими Бухенвальд 11 апреля 1945 года в 3:15 P.M., (сейчас часы на воротах лагеря всё время показывают 3:15). Истощённые узники от радости даже подбрасывали солдат в воздух. Полностью лагерь взят под контроль американскими войсками только 13 апреля.
Позже в тот же день американцы заняли подлагерь Langenstein, всего они освободили более 21 000 узников
Американцы заставили немецких гражданских лиц осмотреть лагерь, оказали помощь узникам и привезли журналистов, чтобы мир узнал о преступлениях нацизма.

## Документы Сопротивления

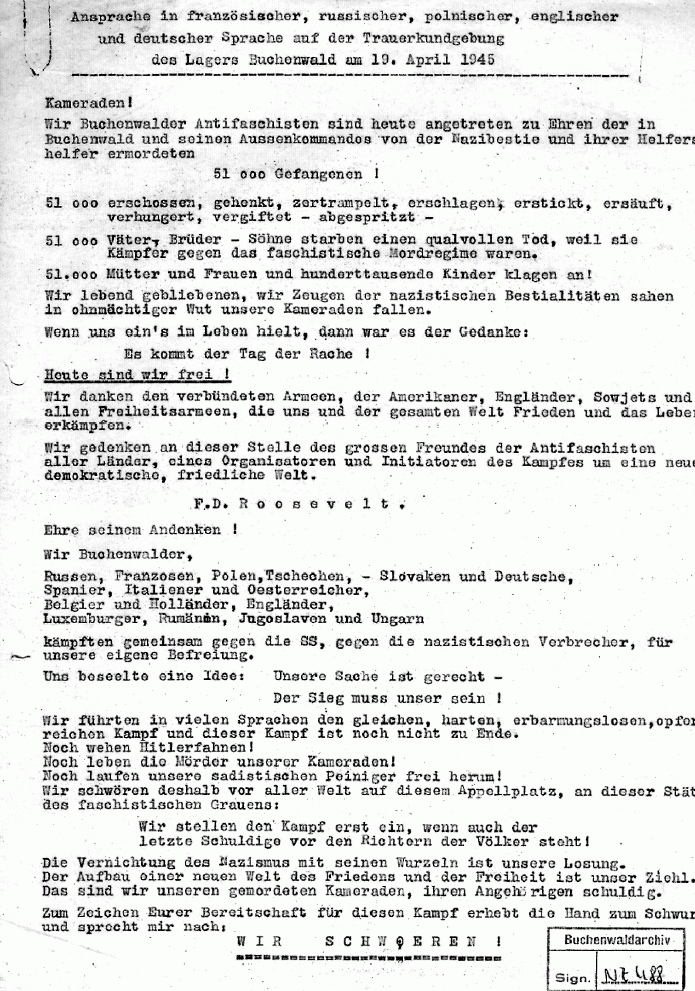
Бухенвальдская клятва

После освобождения лагеря 11 апреля 1945 года разными группам бывших узников были приняты и обнародованы следующие документы:
- A declaration of the Popular Front Committee of Social Democrats, Communists and Christians
- The Buchenwald Manifesto of German-speaking Social Democrats and Socialists
- A resolution of the Buchenwald Communist Party
- Draft of a school policy manifesto by the Education Commission
- Numerous declarations and manifestos in various languages by former prisoners
- Oath of Buchenwald from the International Camp Committee of Buchenwald, in many languages.